# Князюк Михайло Олександрович
Михайло Олександрович Князюк (нар. 26 лютого 1940, село Дусаївщина, тепер Копильського району Мінської області, Республіка Білорусь) — радянський державний діяч, 1-й секретар Івановського обласного комітету КПРС, заступник голови Ради міністрів Білоруської РСР, завідувач соціально-економічного відділу ЦК КП Білорусі. Член ЦК КПРС у 1986—1990 роках. Депутат Верховної Ради Російської РФСР 11-го скликання.

## Життєпис
У 1958 році закінчив Мінський політехнікум.
У 1958—1959 роках — технік Мінського приладобудівного заводу імені Леніна.
У 1959—1962 роках — служба в Радянській армії.
У 1962—1967 роках — інженер-конструктор, старший інженер-конструктор Мінського приладобудівного заводу імені Леніна.
Член КПРС з 1963 року.
У 1967 році закінчив Білоруський політехнічний інститут.
У 1967—1968 роках — інструктор Совєтського районного комітету КП Білорусі міста Мінська. У 1968—1970 роках — інструктор, заступник завідувача відділу Мінського міського комітету КП Білорусі.
У 1970—1973 роках — інструктор, завідувач сектора відділу ЦК КП Білорусі.
У 1973—1975 роках — 1-й секретар Ленінського районного комітету КП Білорусі міста Мінська.
У 1975 році закінчив заочну Вищу партійну школу при ЦК КПРС.
У 1975—1977 роках — 2-й секретар Мінського міського комітету КП Білорусі.
У 1977—1983 роках — секретар Мінського обласного комітету КП Білорусі.
У 1983—1984 роках — 2-й секретар Мінського обласного комітету КП Білорусі.
У 1984—1985 роках — інспектор ЦК КПРС.
15 липня 1985 — 19 квітня 1990 року — 1-й секретар Івановського обласного комітету КПРС.
7 квітня — 23 червня 1990 року — заступник голови Ради міністрів Білоруської РСР.
У серпні — грудні 1990 року — завідувач соціально-економічного відділу ЦК КП Білорусі. 14 грудня 1990 — серпень 1991 року — завідувач відділу соціально-економічної політики ЦК КП Білорусі.
Потім — на пенсії в місті Мінську.

## Нагороди і звання
- два ордени Трудового Червоного Прапора
- медалі